# Keude Alue Ie Puteh
Keude Alue Ie Puteh is een bestuurslaag in het regentschap Aceh Utara van de provincie Atjeh, Indonesië. Keude Alue Ie Puteh telt 540 inwoners (volkstelling 2010).